# Doezelaar

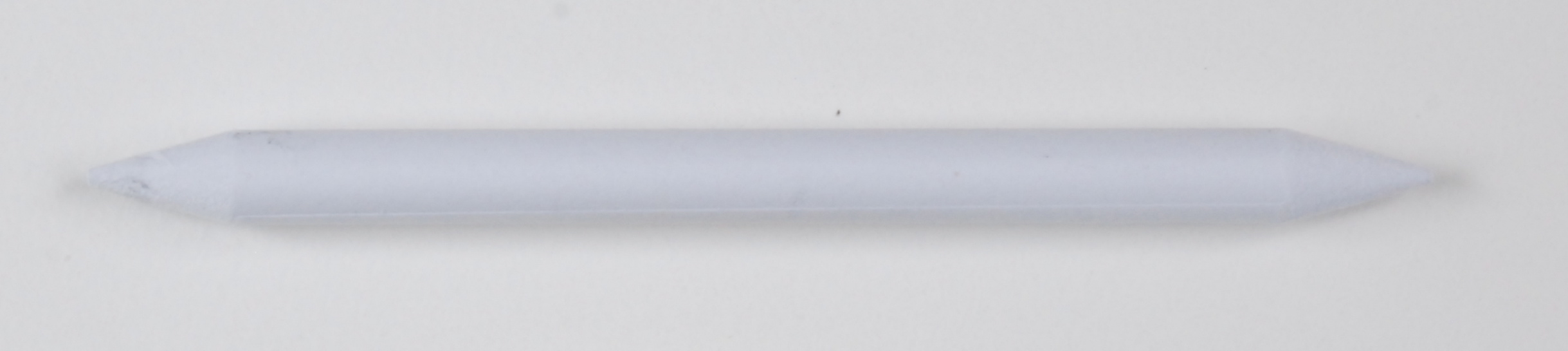
doezelaar

Een doezelaar is een tekeninstrument om iets te verdoezelen, minder scherp te maken. Dit doezelen wordt gebruikt om kleuren over te laten lopen of om kleuren te mengen. De techniek wordt gebruikt bij kleurpotloden waar veel pigment afkomt en pastelkrijt. Er wordt meestal gebruik gemaakt van geurloze terpentine of babyolie. Droog doezelen kan ook.
Het bestaat uit een gerold stuk viltpapier met aan beide zijden een korte punt, waarmee al wrijvend kleur- en schaduweffecten gemaakt kunnen worden. Zoals het vervagen van ingekleurde tekeningen en het retoucheren van foto's. Ze zijn in pakweg zeven maten verkrijgbaar, variërend van 7 tot 16 mm diameter. Gebruikelijk is een lengte van 12 tot 18 centimeter 
In het gebruik voor verschillende kleuren moet de doezelaar tussendoor steeds worden schoongemaakt. Dat kan door er met een  nagelvijl of voetenvijl langs te gaan en de kleur zo te verwijderen. Het werkt ook door hem schoon te maken en eerst goed te laten drogen en er dan een soort plankje voor te gebruiken, waar wat velletjes fijn schuurpapier op zit gebundeld. Met wat grover schuurpapier kan ook de punt weer in de vorm worden gebracht. Een gerafeld puntje kan er gewoon worden afgeknipt. 
In plaats van schoon te maken is het alternatief wattenstaafjes te gebruiken of voor elke kleur een eigen doezelaar te gebruiken.

## Doezelaar in elektronische beeldbewerking
In elektronische beeldbewerking is de doezelaar een functie die zorgt voor selecties met een vage rand, in plaats van een heel harde rand. Dit is handig bij het plakken van een object in een andere afbeelding, omdat het object door de vervaging beter in de afbeelding past. In het venster "doezelselectie" van een programma als Adobe Photoshop kan de breedte van de vervaagde rand worden ingegeven.